# 押切蓮介劇場 マサシ!! うしろだ!!
『押切蓮介劇場 マサシ!! うしろだ!! 』（おしきりれんすけげきじょう まさし!!うしろだ!!）は、講談社から刊行された押切蓮介の初期作品集。
『別冊ヤングマガジン』（講談社）に掲載された過去の短期連載作品のほか、デビュー作など作者の初期作品を収録している。

## 作品リスト
- マサシ!! うしろだ!! 2005 - 2005年＊単行本向けに描き下ろし
- 悪霊ドリル - 別冊ヤングマガジン 2002年32号 - 36号＊短期連載
- カースダイアリー - 別冊ヤングマガジン 2000年15号 - 19号＊短期連載
- トイレまで4メートル - 別冊ヤングマガジン 2000年7号
- 卒業シャーク - 別冊ヤングマガジン 2000年7号
- マサシ!! うしろだ!! - 週刊ヤングマガジン 1998年38号＊デビュー作

## 単行本
- 2005年04月発行 ISBN 9784063349931